# 抓革命、促生产 (文章)

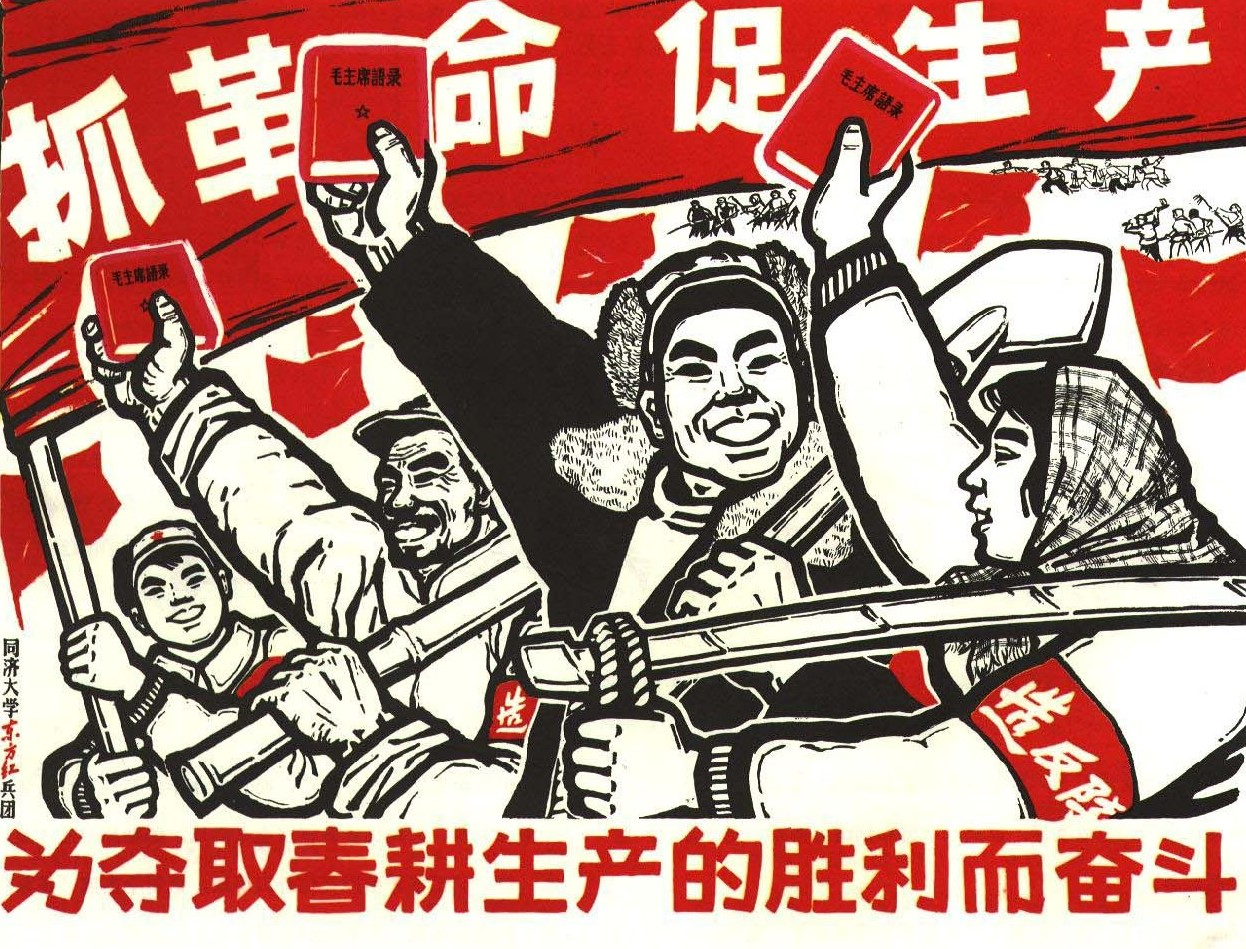
1967年的抓革命促生产海报

《抓革命、促生产》，是指1966年9月7日《人民日报》发表的一篇社论。陶铸根据周恩来的指示，主持起草了《抓革命，促生产》社论，并在《人民日报》发表。

## 概述
社论提出“革命和生产两不误”，要求各生产单位和业务部门加强领导并适当分工，搞两个班子，一个班子抓革命，一个班子抓生产。广大工人、社员和科技人员及其他劳动者“应当坚守生产岗位”，学生不要到农村和工厂去干预那里的革命和生产。
之后，周恩来先后在接见外地来京学生大会和中国科学院辩论大会上提到这篇社论，要求大家好好学习。他在中国科学院辩论大会上指出：我们在进行以无产阶级文化大革命为纲的社会主义革命的同时，又要推动其他两大革命——生产斗争和科学实验，这就是该社论的精神。
出于这种认识，周恩来在9月8日主持讨论并通过《关于抓革命、促生产的通知》（工业6条）和《关于县以下农村文化大革命的规定》（农村5条）。这两个文件要求各个生产地区和业务部门，应立即加强或组成各级生产指挥机构，坚守岗位，保证本单位革命和生产的正常进行；学生、红卫兵不要进入县以下各级机关和社队、工矿企业、科研单位去串联。文件起草后，周恩来曾请示毛泽东，建议在政治局讨论一次，议定政策。由于事情很急，毛泽东批示：“可照发，不要讨论了。”于是，这两个文件在9月14日以中共中央名义下发，受到一线群众的普遍欢迎。但却成为后来中央文革小组攻击周恩来、陶铸等人的重要口实。

## 相关
- “抓革命、促生产”第一线指挥部
- 关于抓革命、促生产的通知